# Andreas Wimmreuter

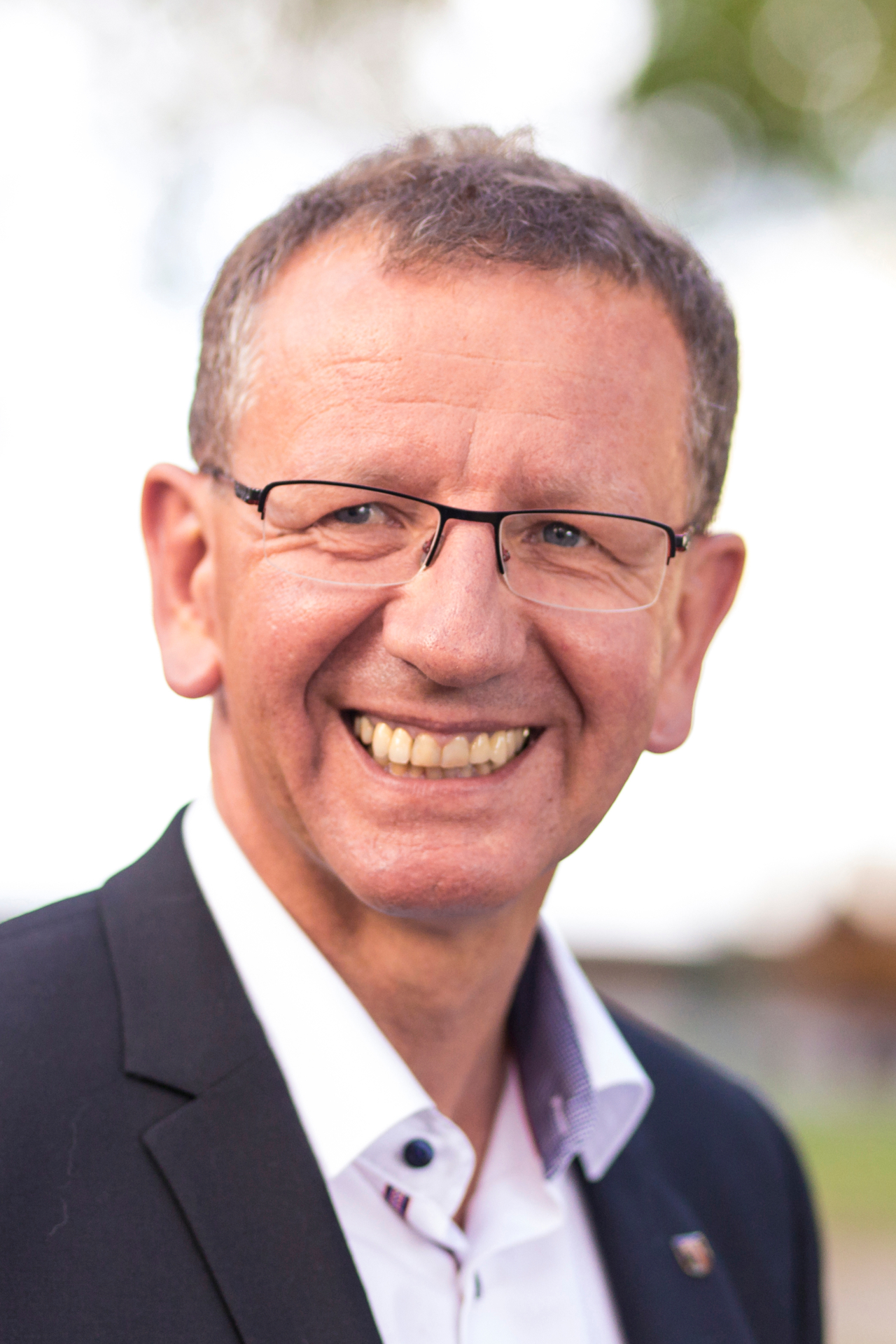
Andreas Wimmreuter 2019

Andreas Wimmreuter (* 4. Oktober 1963) ist ein österreichischer Politiker (SPÖ) und ÖBB-Angestellter. Er war von 2012 bis 2013 Abgeordneter zum Salzburger Landtag. Seit 2019 ist er Bürgermeister der Stadtgemeinde Zell am See.

## Leben
Wimmreuter ist beruflich als Fahrdienstleiter bei den Österreichischen Bundesbahnen beschäftigt und wirkt seit Oktober 1989 als Gemeindevertreter in der Stadt Zell am See. 2001 wurde er zum Vorsitzenden des Ausschusses für Vergabeangelegenheiten im Sozial- und Wohnungswesen und Sozialstadtrat der Stadtgemeinde Zell am See gewählt. Seit 2009 hat er zudem das Amt des Vizebürgermeisters von Zell am See inne. Nach dem Wechsel von Robert Zehentner in den Bundesrat folgte ihm Wimmreuter am 12. Februar 2012 als Abgeordneter zum Salzburger Landtag nach, wo er die SPÖ im Ausschuss für Raumordnung, Umweltschutz und Verkehr sowie als Vorsitzender-Stellvertreter des Petitionsausschusses vertrat. Zudem war er Bereichssprecher für Raumordnung und Baurecht im SPÖ-Landtagsklub. Als seine politischen Anliegen nennt Wimmreuter die Verbesserung des Kinderbetreuungsangebotes, die Schaffung von leistbarem und bedarfsgerechtem Wohnraum, eine „zukunftsorientierte und nachhaltige“ Verkehrspolitik sowie die Sozialpolitik.
Wimmreuter ist verheiratet und Vater von zwei Kindern.